# Gare des Trois-Chênes
Gare des Trois-Chênes vasútállomás Franciaországban, Belfort településen.

## Vasútvonalak
Az állomást az alábbi vasútvonalak érintik:
- Párizs–Mulhouse-vasútvonal

## Kapcsolódó állomások
A vasútállomáshoz az alábbi állomások vannak a legközelebb:
- Gare de Bas-Évette
- Gare de Belfort